# Kólpos Dhomvraínis
Kólpos Dhomvraínis är en vik i Grekland.   Den ligger i regionen Grekiska fastlandet, i den sydöstra delen av landet, 70 km väster om huvudstaden Aten.